# Pic de la Solana de l'Ós
El Pic de la Solana de l'Ós és una muntanya de 2.212,5 metres del terme comunal de Castell de Vernet, de la comarca del Conflent, a la Catalunya del Nord. Es troba en el centre del sector sud del terme de Castell de Vernet, al nord-oest dels Pasquers Reials i a ponent del Senyals de Set Homes, al nord de la Llipodera.